# Cal Tonot
Cal Tonot és un habitatge d'Almenar (Segrià) inventariat, on hi ha una ràdio i un museu. Pertanyia a l'antiga casa de la família Boncompte - Figuerol fins que aquesta família la va donar a la parròquia. Posteriorment, aquesta la va cedir a l'Ajuntament el qual l'ha dividida en dues parts, la de dalt per la ràdio i la de baix per un museu. A la part de dalt, actualment, hi ha l'emissora municipal de ràdio, EMUN FM, mentre que els baixos es divideixen en diferents espais temàtics on s'hi conserven diversos estris propis del món rural català i local, donant a conèixer oficis de l'època i característiques de la vida quotidiana.

## Descripció
Habitatge entre mitgeres de planta baixa, dos pisos i golfes, cobert a dues vessants i amb el carener paral·lel a la façana principal. A la part baixa hi ha carreus de pedra de mida mitjana i molts d'ells en un avançat estat de deteriorament. Molts d'ells conformen l'estructura de la porta d'entrada, de llinda retallada i formada per tres blocs grossos de pedra. Al primer pis hi ha un balcó, al qual s'accedeix per tres portes balconeres. Al segon pis hi ha tres balcons independents. A les golfes hi ha tres finestres petites. La teulada és de teula i presenta un ràfec de força volada.

## Història
La família Boncompte era una família benestant de les més adinerades. Eren originaris de les Puelles (l'Urgell) i arribaren a Almenar durant el terç del segle xviii. El primer membre del qual es tenen referències fou Antoni Boncompte que estava casat amb Maria Cirera. El seu fill Josep, a finals del segle xviii va contraure matrimoni amb Teresa Puig Barbé, que era filla de Josep Puich (Puig) originaris de Cabanabona (la Noguera) i de Teresa Barbé i Averó.
Josep Boncompte i Puig va continuar la nissaga i es va casar el 1830 amb Josepa Reñé Torres (de la família Reñé, provinent de la Fondarella, emparentats amb els Pelegrí i els Sabater).
Durant la Tercera Guerra Carlina al voltant de l'any 1873 van segrestar a Ramon Banyeres Gordell, el secretari Josep Sabés, i els forts contribuents Josep Boncompte Puig (el "Tonot"), Josep Saurina Melcior i Francesc Santamaria Morell, eixigint a canvi d'ells una gran quantitat de diners. Ja els tenien a l'altura del Pilaret del Xam quan corregué la veu del poble i tocaren a sometent les campanes de l'església. Sortí al carrer la major part dels homes de la vila amb les armes i instruments que pogueren agafar. Tots alhora s'enfilaren la pujada i adonant-se els bandolers que no podien competir amb aquell tropell d'homes, fugiren gràcies a la foscor, deixant els segrestats i les municions que va recollir el sometent.